# 小行星5346
小行星5346（5346 Benedetti）是一颗围绕太阳公转的小行星。1981年8月24日，亨利·德波鸿诺在拉西拉天文台发现了此天体。
这颗小行星的绝对星等为261.6666667082734等。